# Општина Толмин
Општина Толмин (словен. Tolmin) је једна од општина Горишке регије у држави Словенији. Седиште општине је истоимени градић Толмин.

## Природне одлике
Рељеф: Општина Толмин налази се на северозападу државе. У средишњем делу општине налази долина реке Соче. Северно од долине пружају се Јулијски Алпи, а јужно Бенешки Алпи.
Клима: У општини влада умерено континентална клима.
Воде: Најважнији водоток у општини је река Соча и сви мањи водотоци су њене притоке. Од њих најзначајнија је речица Идријца.

## Становништво
Општина Толмин је ретко насељена.

## Насеља општине
| - Бача при Модреју - Бача при Подбрду - Буковски Врх - Воларје - Волчански Рути - Волче - Габрје - Горења Требуша - Горењи Лог - Горски Врх - Грахово об Бачи - Грант - Грудница - Дабер - Долења Требуша | - Долги Лаз - Доље - Дробочник - Жабче - Задлаз-Чадрг - Задлаз-Жабче - Закрај - Затолмин - Знојиле - Идрија при Бачи - Кал - Камно - Каналски Лом - Клавже - Кнешке Равне | - Кнежа - Коритница - Козаршче - Козмерице - Кук - Лисец - Логаршче - Лоје - Љубињ - Модреј - Модрејце - Мост на Сочи - Облоке - Печине - Петрово Брдо | - Подбрдо - Подмелец - Поље - Пољубињ - Поникве - Порезен - Постаја - Прапетно - Прапетно Брдо - Роче - Рут - Села над Подмелцем - Села при Волчах - Селце - Селишче | - Слап об Идријци - Стопник - Стржишче - Темљине - Толмин - Толминске Равне - Толмински Лом - Тртник - Худајужна - Чадрг - Чигињ - Шентвишка Гора |  |